# Comuna Grădiștea, Brăila
Grădiștea este o comună în județul Brăila, Muntenia, România, formată din satele Grădiștea (reședința), Ibrianu și Maraloiu.

## Așezare
Comuna se află în nord-vestul județului, pe malul stâng al râului Buzău, la limita cu județul Buzău. Este străbătută de șoseaua națională DN22 care leagă Brăila de Râmnicu Sărat. Din acest drum se ramifică la Grădiștea șoseaua județeană DJ202A, care duce către nord spre Racovița și Salcia Tudor, unde se termină în DN23.

## Demografie
Componența etnică a comunei Grădiștea
     Români (81,61%)
     Romi (15,46%)
     Alte etnii (2,93%)
Componența confesională a comunei Grădiștea
     Ortodocși (96,74%)
     Alte religii (0,24%)
     Necunoscută (3,03%)
Conform recensământului efectuat în 2021, populația comunei Grădiștea se ridică la 2.115 locuitori, în scădere față de recensământul anterior din 2011, când fuseseră înregistrați 2.308 locuitori. Majoritatea locuitorilor sunt români (81,61%), cu o minoritate de romi (15,46%). Din punct de vedere confesional, majoritatea locuitorilor sunt ortodocși (96,74%), iar pentru 3,03% nu se cunoaște apartenența confesională.

## Politică și administrație
Comuna Grădiștea este administrată de un primar și un consiliu local compus din 11 consilieri. Primarul, Petre Andrei[*], de la Partidul Național Liberal, este în funcție din 2004. Începând cu alegerile locale din 2024, consiliul local are următoarea componență pe partide politice:
|  | Partid                          | Consilieri | Componența Consiliului | Componența Consiliului | Componența Consiliului | Componența Consiliului | Componența Consiliului | Componența Consiliului | Componența Consiliului | Componența Consiliului | Componența Consiliului |
|  | ------------------------------- | ---------- | ---------------------- | ---------------------- | ---------------------- | ---------------------- | ---------------------- | ---------------------- | ---------------------- | ---------------------- | ---------------------- |
|  | Partidul Național Liberal       | 9          |                        |                        |                        |                        |                        |                        |                        |                        |                        |
|  | Alianța pentru Unirea Românilor | 1          |                        |                        |                        |                        |                        |                        |                        |                        |                        |
|  | Partidul Social Democrat        | 1          |                        |                        |                        |                        |                        |                        |                        |                        |                        |

## Istorie
Cercetările arhelogice atestă o așezare geto-dacă din perioada La Tène (sec. II - I a. Chr.) pe teritoriul actual al comunei, la 3 km sud-est de satul Grădiștea pe malul stâng al fluviului Buzău. Popina "Movila Crestată" are forma unui triunghi dreptunghic cu laturile de circa 170 m și 130 m. Pornind de la coordonatele oferite de Ptolemeu in “Geografia”, III, 8, 4, N. Hartuche a propus identificarea asezarii de la Gradistea cu antica Zusidava. Proporțiile si cantitatea materialului găsit sugerează că așezarea de la Gradiștea ocupa un loc important în rândul așezărilor geto-dace din nord-estul Munteniei, Valeriu Sîrbu considerând că Dava de la Grădiștea a fost chiar centrul economico-comercial al geților din  această zonă.
La sfârșitul secolului al XIX-lea, pe teritoriul comunei actuale funcționau comunele Gradiștea de Jos și Gradiștea de Sus, în plasa Gradiștea a județului Râmnicu Sărat. Comuna Gradiștea de Jos avea în componență doar satul de reședință, cu o populație de 564 de locuitori; în comună exista o biserică zidită de locuitori în 1871 și o școală mixtă cu 44 de elevi, înființată în 1887. Comuna Gradiștea de Sus era formată din satele Gradiștea de Sus, Balta Albă, Gradiștea de Sus Nouă și Custura, cu o populație totală de 1592 de locuitori. În comuna Gradiștea de Sus funcționau două școli de băieți cu 150 de elevi în total — una la Balta Albă fondată în 1886 și una la Gradiștea de Sus, fondată în 1871, ambele de către stat — precum și două biserici: una din 1871 la Gradiștea de Sus, și alta din 1886 la Balta Albă. Satul Maraloiu făcea pe atunci parte din comuna Câineni.
În 1925, cele două comune fuseseră unite sub numele de Grădiștea, comună cu 2766 de locuitori, făcând parte din plasa Boldu a aceluiași județ, și formată din satele Băile, Gradiștea de Sus, Gradiștea de Jos și Ibrianu. Satul Maraloiu fusese transferat atunci comunei Amara.
În 1950, comuna Gradiștea a fost inclusă în plasa Făurei din regiunea Galați. În 1968, comuna a trecut la județul Brăila, primind și satul Maraloiu de la comuna Amara, desființată. Tot atunci, satele Grădiștea de Jos și Grădiștea de Sus au fost unite formând satul Grădiștea.

## Obiective turistice
- Casa Memorială „Fănuș Neagu”[16]
- Singurul obiectiv de pe teritoriul comunei Grădiștea inclus în lista monumentelor istorice din județul Brăila ca monument de interes local este situl arheologic de la popina „Movila Crestată” aflat pe malul stâng al Buzăului, la circa 3 km sud-est de satul Grădiștea. Situl conține o așezare aparținând culturii geto-dace, din secolele al II-lea–I î.e.n.[17]

## Personalități
- Fănuș Neagu (1932-2011), nuvelist, romancier, dramaturg, memorialist, director de teatru, academician.